# 前田直人
前田 直人（まえだ なおひと、1968年9月19日 - ）は、日本の新聞記者。
朝日新聞コンテンツ戦略ディレクター兼編集担当補佐、同世論調査部長、同編集委員（政治担当）を歴任。

## 来歴
東京都出身。武蔵野美術大学視覚伝達デザイン学科卒。1992年朝日新聞入社。山口支局、西部本社社会部記者を経て2000年から政治部記者として首相官邸、自民党、民主党などを担当。政治部デスクから2013年に編集委員（政治担当）、2016年から世論調査部長。朝日新聞のコラム「政治断簡」を執筆。また、不定期にBS朝日「激論!クロスファイア」 にコメンテーターとして出演している。2020年4月からはコンテンツ戦略ディレクターに就任。2020年11月から編集担当補佐を兼務。朝日新聞報道のデジタルシフトを担当。

## 主な活動
- - Newspicksプロピッカー　朝日新聞デジタルコメントプラスコメンテーター
- 政治断簡[3]
  - 憲法を左右する決戦の序章（2013年4月7
  - 「脱原発」と「脱小泉」、師弟の対決（2014年2月2日）
  - 達人苦しめる「お坊ちゃん顔」（2014年4月20日）
  - 「たじろがない政治」の怖さ（2014年7月6日）
  - 市民主役、補助金ゼロのまちづくり（2014年10月26日）
  - 「笑顔」あふれる社会のために（2015年1月18日）
  - トルコからの悲報に思いはせる（2015年2月8日）
  - 闘うばかりが能じゃない（2015年4月19日）
  - 突き刺さる「憲政の神様」の警告（2015年5月3日）
  - 「政治はタブー」を破る挑戦（2015年6月28日）
  - 政治と芸術、全体主義の教訓（2015年7月12日）
  - 理屈はわかる、でも「心」がある（2015年10月18日）
  - 閉塞の民主、内向きから脱却を（2016年2月21日）
  - 「次は東京」、誰が心をつかむのか（2016年8月28日）
  - 世論調査のせいだって？（2016年11月27日）
  - 内閣支持率、高止まりの怪（2016年12月25日）
  - 小池新党、嵐の大きさは（2017年2月5日）
- テレビ出演
  - BS朝日 Live Nippon～与党圧勝　民主党再生への道は？ 細野豪志・元幹事長に生直撃（2014年12月20日）[4]
  - BS朝日 激論!クロスファイア（2014年-）
- 講演活動
  - 朝日カルチャーセンター横浜（2016年8月6日）～夏の選挙を総括する'16 参院選と都知事選で「世論」は何を判断するか[5]